# Splittereiche

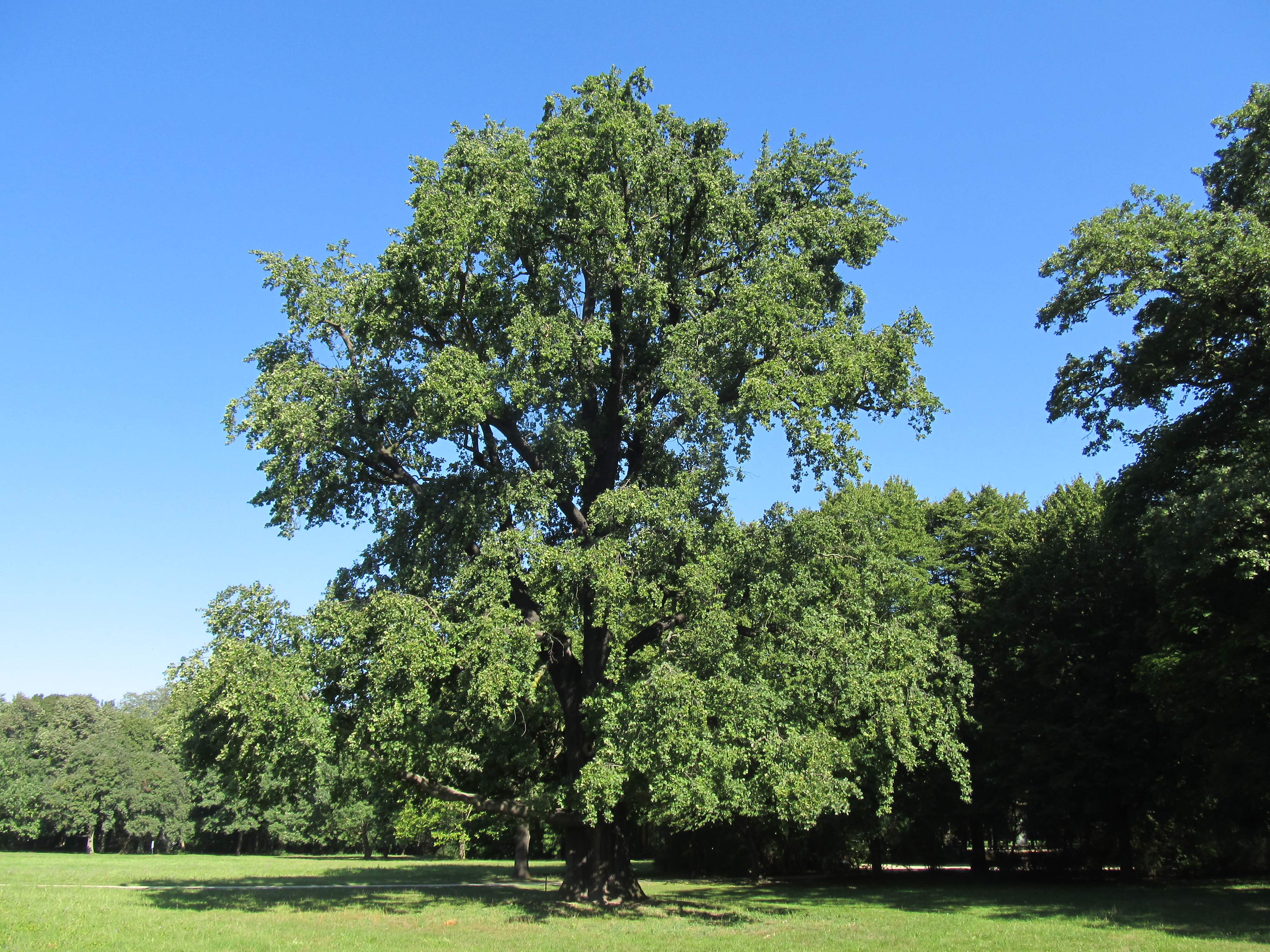
Splittereiche (2017)

Die Splittereiche ist ein Gedenkbaum in der sächsischen Landeshauptstadt Dresden.

## Lage und Beschreibung

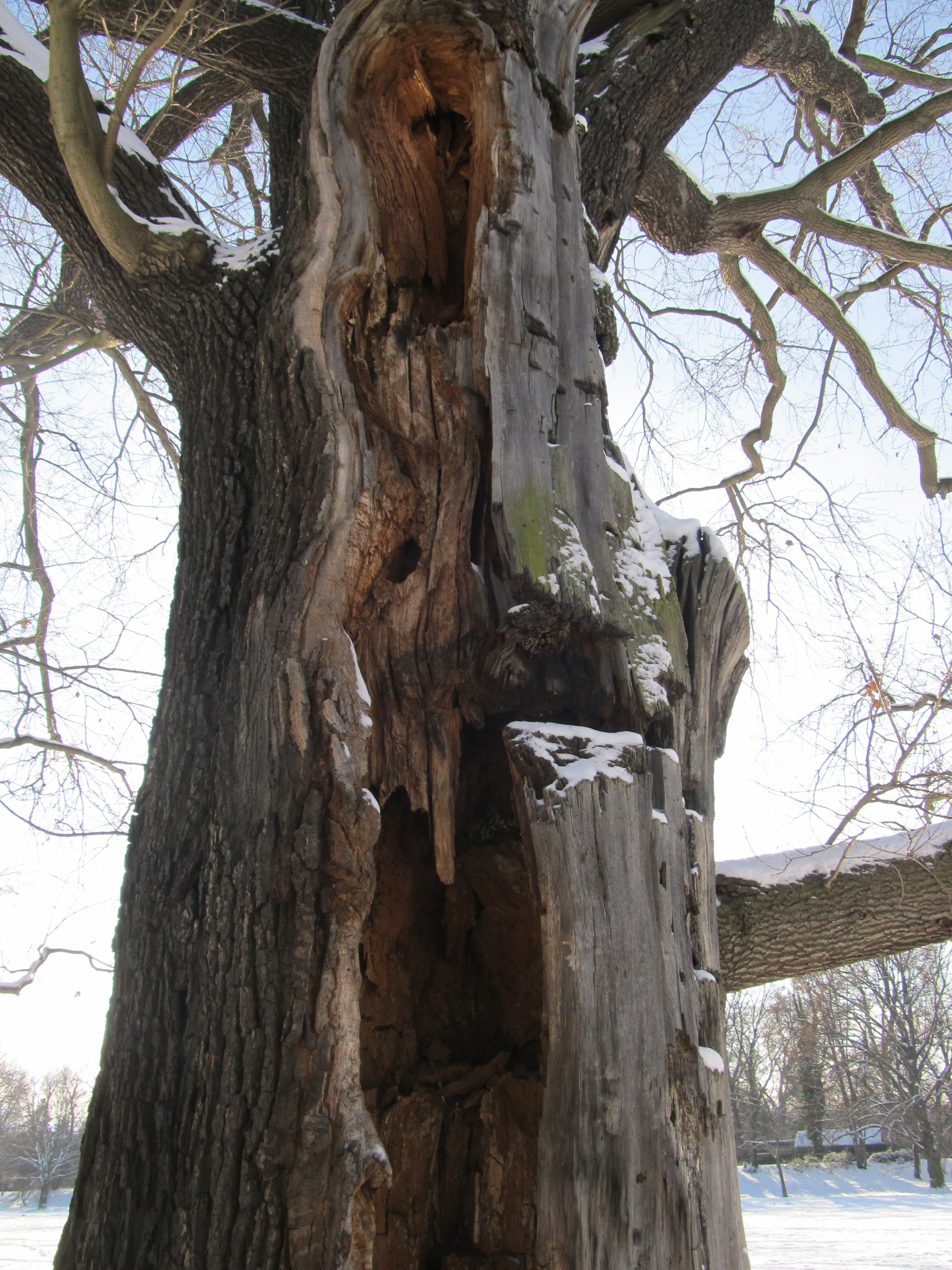
Stammdetail (2017)

Der Baum befindet sich im Großen Garten, etwa 40 Meter südlich des Mosaikbrunnens. Die Splittereiche ist eine Stieleiche (Quercus robur) mit einer Höhe von etwa 27 Metern und einem Brusthöhenumfang von über 6 Metern. Das Alter des Baumes wurde in den 2010er Jahren auf ungefähr 250 bis 300 Jahre geschätzt. An einer Seite weist der Stamm der Eiche bis in eine Höhe von etwa 8 Metern erhebliche Beschädigungen auf.

## Geschichte
Die Zerstörungen des Großen Gartens während des Siebenjährigen Kriegs und der Schlacht um Dresden überstand die Eiche unversehrt, auch im Ersten Weltkrieg blieb sie intakt. Bei den Luftangriffen auf Dresden am 13. und 14. Februar 1945 wurde der große Garten erneut schwer geschädigt, dieses Mal wurde die Eiche massiv getroffen. Trotz der schweren Beschädigungen durch Bombensplitter wuchs die Eiche weiter und bekam den Namen „Splittereiche“.
Am 8. Mai 2017, dem 72. Jahrestag des Endes des Zweiten Weltkriegs in Europa, wurde an der Splittereiche eine Gedenktafel eingeweiht, um an die Geschichte des Baumes zu erinnern. Überschrieben wird die Tafel von einem Zitat Mark Twains: „Die Zeit mag alle Wunden heilen, aber sie ist eine miserable Kosmetikerin.“
Da der teilweise hohle und offen zugängliche Stamm der Splittereiche vor allem junge Besucher des Großen Gartens zum Klettern und Spielen animierte, wurde er 2018 mit Schutzblechen gesichert, um weitere Zerstörungen des Baumes zu verhindern. Gleichzeitig wurde die Gedenktafel einige Meter von der Eiche weg versetzt.

## Rezeption
Die Splittereiche ist ein Element in Marcel Beyers Roman Kaltenburg. Für den Protagonisten Hermann Funk ist die Eiche ein Ort, an dem er die Erinnerung an seine Eltern wiederaufleben lassen kann, da diese Erinnerungen durch die drastischen Eindrücke der Bombennacht im Februar 1945 regelrecht aus Funks Gedächtnis gelöscht wurden.